# 亞伯科基博物館

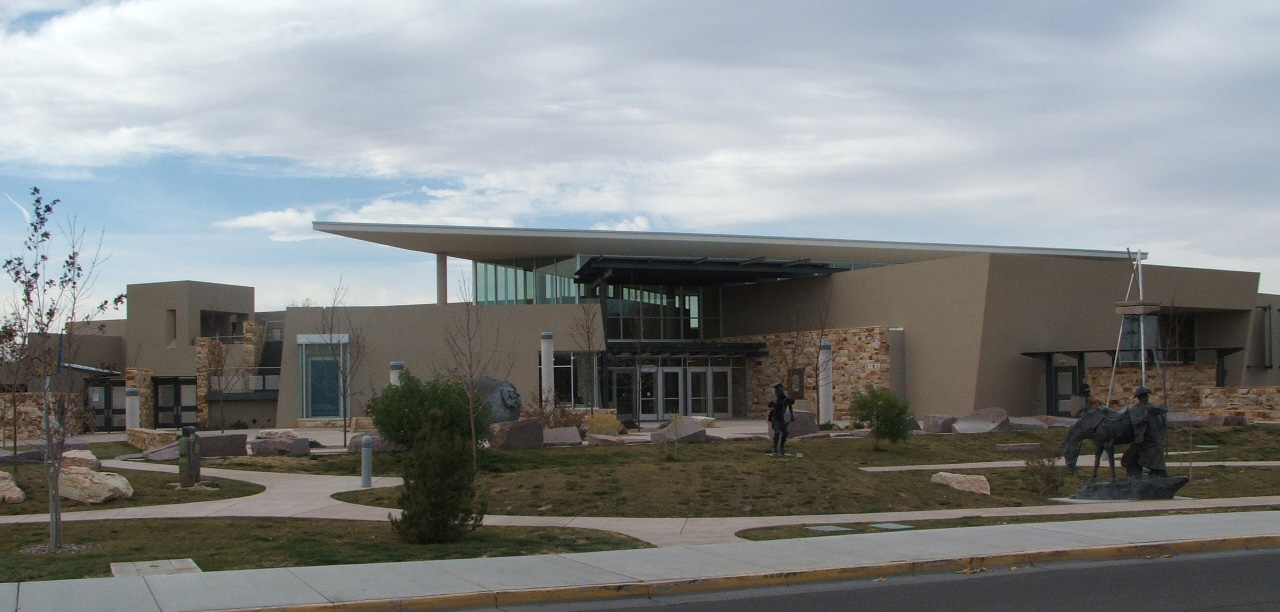
亞伯科基博物館

亞伯科基博物館（英語：Albuquerque Museum of Art and History）是一間位於美國新墨西哥州亞伯科基的博物館。其成立目的在於保存亞伯科基和格蘭德河的藝術及歷史，促進亞伯科基市內的文化和教育計劃。
當初亞伯科基博物館成立於1967年，位於亞伯科基國際機場。館藏慢慢佔據了機場的空間。現在的大樓則建於1979年，由Antoine Predock所設計。
它的館藏集中於亞伯科基歷史，包括了早期地圖、武器、編織物品和新墨西哥殖民時期的文物。
博物馆每天上午 10:00 至下午 5:00 开放。

## 外部連結
- 亞伯科基博物館（页面存档备份，存于）